# Rajang
Der Rajang ist ein Fluss bzw. Strom auf der Insel Borneo. Er fließt durch den malaysischen Bundesstaat Sarawak und ist mit 563 km der längste Fluss Malaysias. Der Rajang entsteht im Irangebirge im Zentrum Borneos aus dem Zusammenfluss mehrerer kleinerer Flüsse. Bevor er im Nordwesten der Insel in das Südchinesische Meer mündet, erreicht er eine Breite von über einem Kilometer und verteilt sich in einem 6500 km² großen Delta. Größere Orte entlang des Rajang sind Sibu, Kanowit, Song, Kapit und Belaga.
Am Fluss Balui, einem der Zuläufe des Rajang, entstand im Siedlungsgebiet der Orang Ulu, einer Untergruppe der Dayak, nicht weit von den Bakun-Wasserfällen das Wasserkraftprojekt Bakun. Dies wurde 2011 fertiggestellt und ist die größte Talsperre Malaysias.

## Hydrometrie

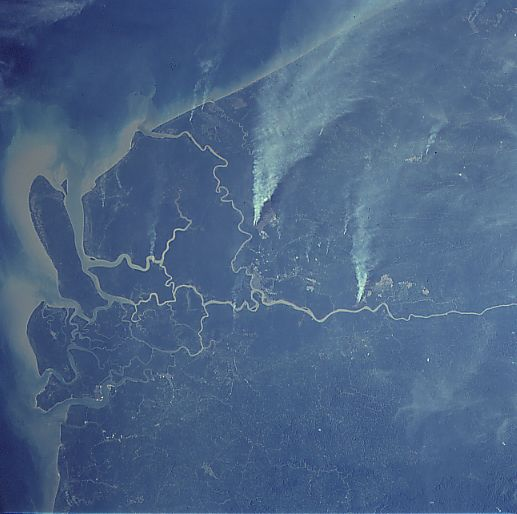
Das Delta des Rajang vom All aus aufgenommen.

Die Durchflussmenge des Flusses wurde im Delta mit mehreren Messpunkten aufgenommen. Die beobachtete mittlere jährliche Durchflussmenge betrug bei diesen Messungen 3.600 m³/s gespeist durch eine Fläche von ca. 50.000 km².
```
Die durchschnittliche monatliche Durchströmung des Flusses Rajang (in m³/s)
```